# 李抱真
李抱真（733年—794年），本姓安，字太玄，河西安息人，李抱玉從父弟，好長生方術。

## 家世
- 高祖：开府仪同三司、凉州都督、凉河兰鄯廓瓜沙甘肃九州大总管、申国公安修仁
- 曾祖：开府仪同三司、左武卫大将军安永达
- 祖父：兵部尚书安怀恪
- 父亲：赠太子太保安齐管

## 生平
本姓安，李抱玉為澤潞（今山西长治）節度使時，甚器重抱真，委予軍事，累授汾州（今山西境内）別駕。大曆十二年（774年）期間在河東道擔任刺史，铁勒族人仆固怀恩在汾州反唐，抱真来到长安，因平息仆固怀恩有功，升为殿中少监。德宗即位，拜检校工部尚书，兼潞州长史、昭義節度使支度营田、泽潞磁邢观察使。建中年间，田悦反叛，围攻邢州（今河北邢台）及洺州，朱滔、王武俊亦反，李抱真退保魏州（今河北大名東北），唐德宗倉促逃到奉天（今陝西乾縣）。李抱真親赴王武俊營部，勸降武俊，二人结为兄弟，聯兵打敗朱滔。加检校司空。爵封义阳郡王。
晚年久病，為巫祝所惑，七次上疏請降官爵，以除病痛，復為檢校左僕射。又大起台榭以自娱，好長生方術。有方士孫季長為他煉治丹藥，抱真谓参佐曰：“此丹秦皇、汉武皆不能得，唯我遇之，他年朝上清，不复偶公辈矣。”服食了兩萬丸丹藥，腹坚不食，幾乎死去，道士牛洞玄以豬肪（豬油）穀漆（瀉藥）下之，將積痞排泄出去，病情稍有緩解。這時孫季長竟曰：“垂上僊，何自棄也！”（眼看即將得道成仙，怎麼自己放棄呢！）又服三千丸，貞元十年（794年）六月壬寅驟逝，廢朝三日，贈太保。
三子：李緘，少府監；李幼成；李幼清。
曾孙李振，五代十国政治人物。

## 延伸阅读
[在维基数据编辑]
 《舊唐書·卷132》，出自刘昫《舊唐書》